# Geroldswil
Geroldswil är en ort och kommun i distriktet Dietikon i kantonen Zürich, Schweiz. Kommunen har 5 261 invånare (2023).